# 2010 في ألبانيا
تحتوي هذه المقالة على أهم الأحداث التي شهدتها ألبانيا في 2010، إضافة إلى أهم الشخصيات الألبانية المتوفية في هذه السنة.

## الحكم
- رئيس الجمهورية: بامير توبي.
- رئيس الوزراء: صالح بريشا.

## الأحداث

### أبريل
- 14 أبريل : الاتحاد الأوروبي يرفض طلب ألبانيا الحصول على وضع مرشح للانضمام للاتحاد الأوروبي.[1]

### نوفمبر
- 8 نوفمبر : وافق مجلس الاتحاد الأوروبي على إعفاء المواطنين الألبان من التأشيرة عند دخولهم لدول منطقة شنغن.[2]

## وفيات
- 19 يناير : بانايوت بانو، لاعب كرة قدم ألباني.